# 25. århundrede f.Kr.
(26. århundrede f.Kr. – 25. århundrede f.Kr. – 24. århundrede f.Kr. – andre århundreder)
(4. årtusinde f.Kr. – 3. årtusinde f.Kr. – 2. årtusinde f.Kr.)

## Begivenheder
- 2900 f.Kr. – 2334 f.Kr. -- Mesopotamiske krige i den Tidlige Dynastiske periode
- 2494 f.Kr. – Enden på det fjerde dynasti og begyndelsen på det femte dynasti i Ægypten. Farao Shepseskaf døde og farao Userkaf påbegyndte sin regeringstid.
- 2450 f.Kr. – Enden på den Tidlige Dynastiske IIIa periode og begyndelsen på den Tidlige Dynastiske IIIb periode i Mesopotamien.

## Opfindelser, opdagelser o.a.
- Harappa civilisationen dækkede, da den var på sit højeste, et område på omkring 480.000 km². Dets midte var ved dalen ved Indusfloden i Pakistan, men der var bosættelser spredt helt til Makrankysten, Baluchistan, Afghanistan, det østlige Punjab, Kutch og Saurashtra. De havde byer som Harappa, Mohenjo-Daro, Kalibangan og Dholavira, havne som Lothal, Sutkagen-dor og Sotka-koh og mange landsbyer.